# La morte viene dallo spazio
La morte viene dallo spazio ist ein Science-Fiction-Film von Paolo Heusch aus dem Jahr 1958. Die italienisch-französische Co-Produktion mit Paul Hubschmid in der Hauptrolle gilt als erster Science-Fiction-Film der italienischen Filmgeschichte.

## Handlung
Beim Abschuss einer Atomrakete auf einer bemannten Mondmission geht etwas schief. Aufgrund der Fehlfunktion eines der Motoren explodiert die Rakete im Asteroidengürtel, was zur Verschiebung der Umlaufbahnen vieler Asteroiden führt und zwar dergestalt, dass dies auf der Erde Flutwellen, starke Winde, Feuerstürme und Erdbeben auslöst. Während ein Wissenschaftlerteam nur die Möglichkeit sieht, durch den Abschuss aller weltweit verfügbaren Atomraketen ins All die globale Katastrophe abzuwenden, untergräbt einer der Gelehrten das Vorhaben.

## Premieren
Der Film wurde im September 1958 in Rom uraufgeführt. In den französischen Kinos lief er 1959 als Le danger vient de l'espace. US-Premiere war am 27. September 1961 in Los Angeles unter dem Titel The Day the Sky Exploded. Später lief er auch unter dem Titel Death From Outer Space. La morte viene dallo spazio wurde auch auf DVD veröffentlicht.

## Produktion
Der Film verwendet in ungewöhnlich hohem Ausmaß Stock Footage, allerdings so gut montiert, dass er laut einem filmwissenschaftlichen Beitrag des Monthly Film Bulletin als „Stock-Shot-Film par excellence“ gelten könnte.